# Глухие ворота (Гатчина)
«Глухи́е воро́та» — ворота между парками Зверинец и Дворцовый в городе Гатчина Ленинградской области. Расположены недалеко от Холодной ванны. Сооружение построено в конце XVIII века.
В начале XXI века ворота с примыкающими к ним участками забора ещё сохранялись, но позже рухнули. Их руины законсервированы - укрыты металлическими коробами.